# (37880) 1998 FP47
1998 FP47 (asteroide 37880) é um asteroide da cintura principal. Possui uma excentricidade de 0.16245600 e uma inclinação de 6.71296º.
Este asteroide foi descoberto no dia 20 de março de 1998 por LINEAR em Socorro.